# Зимни олимпийски игри 1992
Шетнадесетите зимни олимпийски игри се провеждат в Албервил, Франция от 8 до 23 февруари 1992 г.
Другите градове, кандидатирали се за домакинство, са Анкоридж, Берхтесгаден, Кортина д'Ампецо, Лилехамер, Фалун и София. София получава 25 гласа на първия кръг на гласуването, спрямо 19 на Албервил, но в заключителния, шести кръг, остава втора с 25 гласа срещу 51 за Албервил 
Това е последната зимна олимпиада, която се провежда в една и съща година заедно с летните олимпийски игри. 
Ръководител на Организационния комитет на олимпиадата е Жан-Клод Кили.  Той взима еднолично решението олимпийският огън да бъде запален от футболиста Мишел Платини, вместо да спази традицията това да бъде сторено от състезател по зимни спортове. 
18 от 57-те старта на игрите се провеждат в Албервил. Спортистите живеят в няколко олимпийски села, а феновете трябва да пътуват много между мероприятията. Има проблеми с транспорта. 
На тези зимни олимпийски игри дебютират три спорта – шорттрек, ски свободен стил и биатлон. За първи път от 1928 г. на зимни олимпийски игри са включени нови спортове в програмата. 

## Факти и рекорди
- Стадионът, на който се провежда откриването и закриването на олимпиадата, е построен специално и само за игрите.
- Русия, Украйна, Беларус, Казахстан и Узбекистан от ОНД участват с общ обединен отбор с флага на МОК. [1]
- 16-годишният финландец Тони Ниеминен печели в скоковете два златни и един бронзов медал. Той става най-младият златен медалист от зимна олимпиада. [2]
- Всички състезания по ски бягане при мъжете са спечелени от норвежки скиори.
- Състезателят по бързо пързаляне с кънки Бони Блеър печели два златни медала (500 и 100 метра).
- Петра Кроненберг печели три златни медала в алпийските ски.
- Новозеландката Анлиз Кобергер е първата представителка на южното полукълбо, спечелила медал от зимни олимпийски игри. Тя завършва втора в слалома. [2]
- Бьорн Дели и Вегард Улванг с по 3 златни и 1 сребърен медал и Любов Егорова с 3 златни и 2 сребърни медала стават най-успешните състезатели съответно при мъжете и жените. [2]
- Хокейният турнир за първи път се състои от групова фаза и плейофи. Отборът на ОНД печели златния медал. Заедно с медалите на СССР това е осмата им титла. [2]

## Медали
| Класиране по медали |                |       |        |       |      |
| No                  | Държава        | злато | сребро | бронз | общо |
| 1.                  | Германия       | 10    | 10     | 6     | 26   |
| 2.                  | Обединен отбор | 9     | 6      | 8     | 23   |
| 3.                  | Норвегия       | 9     | 6      | 5     | 20   |
| 4.                  | Австрия        | 6     | 7      | 8     | 21   |
| 5.                  | САЩ            | 5     | 4      | 2     | 11   |
| 6.                  | Италия         | 4     | 6      | 4     | 14   |
| 7.                  | Франция        | 3     | 5      | 1     | 9    |
| 8.                  | Финландия      | 3     | 1      | 3     | 7    |
| 9.                  | Канада         | 2     | 3      | 2     | 7    |
| 10.                 | Южна Корея     | 2     | 1      | 1     | 4    |

## Българско участие
Българското участие се забелязва преди всичко в биатлона. Надежда Алексиева е на крачка от медала, но остава четвърта на 7,5 км. Заедно с Ива Шкодрева и Силвана Благоева в щафетата 3 х 7,5 км е отново четвърта. 

## Дисциплини
| - Бобслей - Хокей на лед - Фигурно пързаляне - Ски бягане - Пързаляне с едноместна шейна - Биатлон - Ски свободен стил | - Бързо пързаляне с кънки - Северна комбинация - Ски скокове - Ски алпийски дисциплини - Шорттрек - Ски бягане |

### Демонстративни спортове
- Кърлинг
- Акробатични скокове
- Ски спускане